# OpenSolaris for System z
OpenSolaris for System z — дистрибутив на основе операционной системы OpenSolaris, предназначенный для работы на мейнфреймах IBM System z.

## История
Операционная система OpenSolaris основана на Solaris, выпущенной Sun Microsystems в 1991. Sun открыла исходный код операционной системы Solaris 14 июня 2005 в рамках проекта OpenSolaris, что позволило разработчикам создавать новые дистрибутивы на основе OpenSolaris. Компания Sine Nomine Associates начала портирование OpenSolaris на мейнфреймы IBM в июне 2006. Проект был назван Sirius (по аналогии с проектом Polaris по портированию OpenSolaris на архитектуру PowerPC). В апреле 2007 Sine Nomine представила первые результаты портирования на конференции System z Technical Expo.
На конференции Gartner Data Center Conference в Лас-Вегасе в конце 2007 Sine Nomine продемонстрировала OpenSolaris, работающую на IBM System z под z/VM.
В октябре 2008 Sine Nomine Associates публично представила первый «прототип» OpenSolaris for System z; он не поддерживает DTrace, Solaris Containers и возможность работать в роли сервера NFS). OpenSolaris for System z имеет свою страницу на OpenSolaris.org. OpenSolaris for System z доступен для бесплатного скачивания и распространяется на тех же лицензионных условиях, что и OpenSolaris для других платформ. Весь исходный код открыт; нет модулей, существующих только в бинарном виде.